# Andeavor
La Andeavor (precedentemente nota come Tesoro Corporation) era una società statunitense fondata nel 1968 e attiva nel campo della raffinazione e del commercio di prodotti petroliferi con sede a San Antonio, in Texas.
La società, inserita nella lista Fortune 100 e nella Fortune Global 500, nel 2017 aveva fatto registrare un fatturato annuo di 35 miliardi di dollari che l'aveva posta al 90º posto nella classifica Fortune 500 2018.

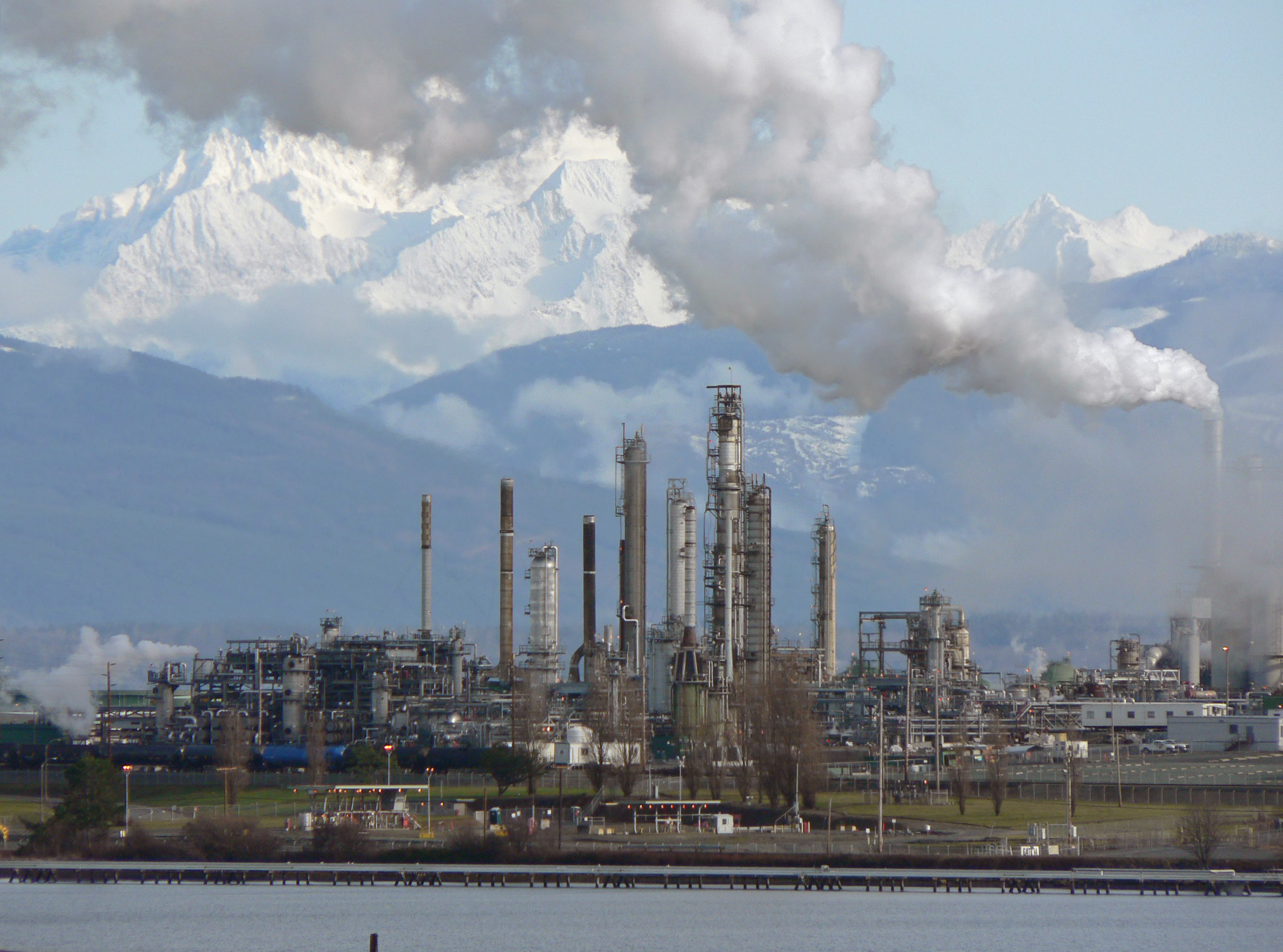
Raffineria della Andeavor

Gestiva dieci raffinerie petrolifere negli Stati Uniti occidentali, con una capacità di estrazione giornaliera del greggio di circa 1.200.000 di barili (190.000 m3) e aveva circa 3.000 distributori di benzina, di cui oltre 595 gestiti direttamente dalla società con il proprio marchio Tesoro, nonché Shell, ExxonMobil, ARCO e USA Gasoline.
La società è stata acquisita dalla Marathon Petroleum il 1º ottobre 2018 per una cifra di circa 23 miliardi di dollari.

## Storia
Andeavour, precedentemente Tesoro, fu fondata nel 1968 dal Dr. Robert V. West Jr e si dedicò principalmente all'esplorazione e alla produzione di petrolio.  Tesoro è la parola tesoro in italiano e spagnolo.  Nel 1969, Tesoro iniziò a gestire la sua prima raffineria, vicino a Kenai, in Alaska.  A partire dalla fine degli anni '90, Tesoro è cresciuta attraverso una serie di acquisizioni e iniziative che hanno creato Tesoro Corporation, la società focalizzata su un unico core business: raffinazione del petrolio e marketing.  Le acquisizioni hanno ampliato la capacità di raffinazione da 72.000 barili al giorno (11.400 m 3 / giorno) a circa 664.000 barili al giorno (105.600 m 3 / giorno).